# جون فوغن
جون فوغن (بالإنجليزية: John Vaughan)‏ هو فاعل خير وأمين مكتبة أمريكي، ولد في 15 يناير 1756، وتوفي في 30 ديسمبر 1841.